# Acer wootz
L'acer wootz és un acer caracteritzat per posseir una espècie de patrons o bandes de capes de micro-carburs temperats en una matriu amb martensita o perlita. Va ser desenvolupat per primera vegada a l'Índia al voltant de l'any 300 aC. La paraula wootz prové de wook, una transcripció cap a l'anglès de la paraula per l'acer als idiomes indis ukku. L'acer wootz va ser exportat a través de l'Orient Mitjà i va donar lloc a l'acer de Damasc. Una de les característiques principals de l'acer wootz és la quantitat de carburs que fan d'aquest un acer de gran duresa, les espases forjades amb aquest acer tenen una gran tenacitat.

## Manufactura
Mentre que altres mètodes s'empren avui en dia, es teoritza que l'acer wootz fora promotor de l'acer de gresol mitjançant combinació de ferro colat o menes de ferro i carbó vegetal amb vidre i escalfat tot això en un forn. El resultat és una barreja d'impureses barrejades amb un vidre i alguns perles d'acer amb un contingut de carboni de l'1,2 al 35%) són separades de l'escòria i forjades en lingots. Els lingots es poden forjar en espases o fulles per incrementar la utilitat de l'acer en grans estris.
Les tècniques per l'elaboració d'aquest tipus d'acer daten de prop del 1700 aC, gairebé al mateix moment quan es va començar a conèixer les propietats del ferro per fer eines. Aquestes fonts contenen traces de tungstè o vanadi entre d'altres. La tradició oral a l'Índia va mantenir com ingredient secret la hematita (o vell wootz) element que s'incloïa quan es fonia l'acer i que proporcionava a l'acer una segregació apropiada dels diversos components. L'acer wootz va ser possiblement redescobert a mitjan segle xix quan el metal·lúrgic rus Pàvel Petróvitx Anóssov (vegeu acer Bulat), va intentar descobrir el secret de la seva elaboració i manufactura.

## Investigacions modernes
Els mestres ferrers Alfred Pendray redescobrir les tècniques clàssiques al començament de la dècada de 1980, i aviat descobririen i verificaren altres investigadors com John Verhoeven. Un altre mètode de la producció de l'acer wootz, emprant la moderna tecnologia, va ser desenvolupat el 1980 per Oleg Sherby i Jeff Wadsworth de la Universitat Stanford als Livermore National Laboratories arribant a tenir l'acer produït en els seus laboratoris les característiques dels microcarburs, discutint si l'acer wootz elaborat pels seus mètodes seguia o no els mètodes clàssics. Recentment investigadors de la Universitat de Dresden a Alemanya han trobat proves de la presència de nanotubs de carboni als acers wootz, existència discutida a la comunitat científica.